# 约瑟夫·金
约瑟夫·金（英語：Joseph Kim，1990年—），出身朝鲜，脫北者、人權活動家，現居美國並在美國完成學業。2006年越過中朝邊境到達中國，之後以難民身份移民美國展開新生活。曾在TED大會Global 2013演說。著書《Under the Same Sky: From Starvation in North Korea to Salvation in America》。

## 經歷
金生長於1990年代北韓大飢荒的朝鮮，父親死於飢餓，姊姊遠到中國賺錢換取食物,母親改嫁後從事走私下落不明。曾流落街頭行乞、偷竊。最後在16歲時下定決心跨過結凍的鴨綠江，順利到了中國。期間，一直有好心的基督徒老婆婆的幫助，覓得一處庇護所躲避中國官員以免再度以非法移民遣送回國。不久後，透過地下人士的斡旋，得以成為少數獲准到美國的北韓難民。在美國，有了收養家庭的協助，他已完成高中學位，目前主修國際關係學士學位。